# Anselme Baud
Pour les articles homonymes, voir Baud.
Pas d'image ? Cliquez ici
Anselme Baud, né le 29 janvier 1948 à Morzine (Haute-Savoie), est un skieur et alpiniste français, guide de haute montagne, professeur à l'ENSA et pionnier du ski extrême.

## Biographie
Anselme Baud est né le 29 janvier 1948 à Morzine. Avec son père, guide de haute montagne et moniteur de ski, il fait ses débuts sur les versants des Hauts-Forts ou de ceux du roc d'Enfer, dans le massif du Chablais. Un accident à l'âge de 12 ans a pour conséquence de lui fermer les portes d'un avenir dans la compétition en ski alpin.
À partir de 1967, il travaille comme guide et moniteur de ski à Avoriaz où il introduit le ski hors-piste. Il devient par la suite entraîneur en Oregon, dans le Nord-Ouest des États-Unis, où il assiste également le skieur et alpiniste suisse Sylvain Saudan lors de la « première » du Mont Hood (3 419 m), le 3 mars 1971. En 1972, il se rend en Bolivie où il fait trois ascensions avec Thierry Cardon. Il s'associe ensuite à Patrick Vallençant pour réaliser des descentes extrêmes à ski.
Au cours de la décennie suivante, il participe, aux côtés d'autres, à la naissance du ski extrême aux États-Unis, avant d'en devenir juge lors des premières compétition en France à Chamonix.
Il réalise de nombreuses descentes extrêmes dans le massif du Mont-Blanc mais aussi dans toutes les Alpes, les Andes, en Antarctique et dans l'Himalaya. L'une de ses réalisations emblématiques, filmée, est l'arête de Peuterey et l'aiguille Blanche de Peuterey dans le massif du Mont-Blanc en 1977 avec Patrick Vallençant.
Anselme Baud a été décoré en 2008 de la Légion d'honneur.

## Vie privée
Le skieur James Couttet est son beau-père.

## Descentes extrêmes
- 1973, couloir Gervasutti à la Tour Ronde.
- 1973, couloir Couturier à l'aiguille Verte, avec Patrick Vallençant (2e)
- 1973, couloir Whymper à l'aiguille Verte, avec Patrick Vallençant (2e)
- 1975,  1re du couloir sud du col Armand Charlet.
- Tentatives diverses, stoppées par la mauvaise météo à la face Nord du Triolet, au couloir en Y a l'aiguille Verte, au couloir de l'Isolée au mont Blanc du Tacul, au Nant Blanc (aiguille Verte), etc.
- 1977, couloir Cordier à l'aiguille Verte (2e)
- 1977, 1re de la face nord de l'aiguille du Midi, avec Daniel Chauchefoin et Yves Détry
- 1977, 1re de la face Nord de l'aiguille Blanche de Peuterey avec Patrick Vallençant
- 1977, 1re de arête de Peuterey, avec Patrick Vallençant
- 1978, un couloir du Dhaulagiri (Himalaya) lors de la tentative du piler Sud Ouest
- 1980, 1re ascension française en solo au sommet et sans oxygène du Yalung Kang (8 505 m, sommet ouest du Kangchenjunga, Himalaya), descente à ski entre le camp III (7 800 m) et le camp  de base
- Nombreuses descentes extrêmes avec clients dans les Alpes (Grandes Jorasses, couloir Est du Petit mont Blanc — 1re descente en télémark du couloir Spencer), au Népal et en Bolivie (1re au Condoriri, Vintinani et Huyna Potossi)
- 1997, couloir nord-ouest du Vinson (Antarctique) avec Conrad Anker.

## Œuvres
- Anselme Baud, Neiges éternelles, éd. Nevitaca, 2011.  (ISBN 978-2-87523-005-8)
- Anselme Baud, Les Alpes du nord à skis, éd. Denoël, Coll. « Les 100 plus belles courses », Paris. 1983.  (ISBN 2-207-22869-X)
- Anselme Baud, Mont Blanc et Aiguilles Rouges à ski, éd. Nevitaca, 288 pp.  (ISBN 978-2-9600255-3-8)
- Anselme Baud, Chamois Clandestins (Histoire d'un guide à la veillée), Bruxelles, Nevicata, 2014, 80 p. (ISBN 978-2-87523-067-6, BNF 44384337)
- Anselme Baud, Au pays des terres hautes, Kero, 2018, 264 p.

## Parrainage
En 2016, Anselme Baud est président d'honneur du Salon international du livre de montagne de Passy (Haute-Savoie).